# Oxypeltidae
Oxypeltidae es una pequeña familia de insectos de la superfamilia Chrysomeloidea, muy extendida en la región andina de Chile y Argentina, siendo Oxypeltinae su única subfamilia. Tradicionalmente han sido considerados un grupo dentro de los cerambícidos.

## Descripción
Los Oxypeltidae no tienen ningún parecido morfológico con los otros cerambícidos. Tienen un cuerpo masivo y se caracterizan por poseer colores metálicos, azulado o verde en la cabeza y protórax, y rojo en los elítros. Sus antenas y patas típicamente tienen un color azul metálico.
La cabeza, redonda y pequeña, tiene dos antenas robustamente dentadas, el pronoto está provisto de crestas longitudinales, y los élitros, cubiertos por una fuerte punción, son dobles en el ápice. Las alas posteriores, membranosas, tienen un color violeta inusual, similar al de Cetoniinae, mientras que son transparentes en todos los otros grupos de cerambícidos.

## Biología
Las larvas, típicamente xilófagas, atacan a los árboles del género Nothofagus. Los adultos son diurnos y a menudo se pueden encontrar en las hojas.

## Distribución
La familia Oxypeltidae se encuentra muy extendida en la región andina de Chile y Argentina.

## Sistemática
Siempre han sido un misterio para los especialistas ya que estos insectos no muestran un parecido marcado con otros cerambícidos. Al principio fueron considerados dentro del grupo Prioninae debido a la cresta lateral del pronoto, sin embargo luego fueron separados. El estudio de Saalas en las alas posteriores de cerambícidos puso de manifiesto el hecho de que las alas de los Oxypeltinae están excepcionalmente pigmentadas. Más recientemente, un trabajo de investigación filogenética y uno realizado sobre las larvas mostraron una relación lejana (y dudosa) con los Vesperidae, por lo tanto, el grupo de Oxypeltinae ha sido recientemente considerado como una familia diferente. Los Oxypeltidae consisten de solo dos géneros y tres especies:
- Orden Coleoptera
  - Suborden Polyphaga
    - Infraorden Cucujiformia
      - Superfamilia Chrysomeloidea
        - Familia Oxypeltidae
          - Subfamilia Oxypeltinae
            - Tribu Oxypeltini
              - Género Cheloderus
                - Cheloderus childreni
                - Cheloderus penai

              - Género Oxypeltus
                - Oxypeltus quadrispinosus